# Idioscopus oriani
Idioscopus oriani är en insektsart som beskrevs av Freytag och Knight 1966. Idioscopus oriani ingår i släktet Idioscopus och familjen dvärgstritar. Inga underarter finns listade i Catalogue of Life.